# Colomerus
Colomerus  (лат.) — род микроскопических четырёхногих клещей из семейства Eriophyidae (Trombidiformes). Длина около 0,2 мм. Червеобразное тело с 4 ногами. Дорсальный диск с направленными вперёд щетинками. На тазиках по 3 пары необычных сетовидных микровыступов. Все абдоминальные щетинки стандартной формы. Некоторые виды повреждают листья и почки винограда.

## Систематика
- Colomerus alangii Keifer, 1978 — Индия
- Colomerus antidesmae Smith-Meyer & Ueckermann, 1990 — ЮАР
- Colomerus bucidae (Nalepa, 1904)
- Colomerus codiaeum  Keifer, 1979 — Новая Каледония
- Colomerus coplus Manson, 1984 — Новая Зеландия
- Colomerus gardiniella  (Keifer, 1964)
- Colomerus holodisci  (Keifer, 1970)
- Colomerus lepidaturi  (Farkas, 1960)
- Colomerus mansus  Meyer & Ueckermann, 1990
- Colomerus mespiliformae  Smith-Meyer & Ueckermann, 1990 — ЮАР
- Colomerus neopiperis  (Wilson, 1970)
- Colomerus novahebridensis  Keifer, 1977
- Colomerus nudi Manson, 1984 — Новая Зеландия
- Colomerus oculivitis (Attiah, 1967)
  - =Eriophyes oculivitis  Attiah, 1967
- Colomerus spathodeae (Carmona, 1965)
  - =Eriophyes spathodeae Carmona, 1965
- Colomerus tinneae  Smith-Meyer & Ueckermann, 1990 — Южная Африка: Свазиленд
- Colomerus tricaseri  Smith-Meyer & Ueckermann, 1990 — ЮАР
- Colomerus trichodesmae  Chakrabarti & Pandit, 1997 — Индия
- Colomerus vitexi  Smith-Meyer & Ueckermann, 1990 — ЮАР
- Виноградный войлочковый клещ (Colomerus vitis (Pagenstecher, 1857)) — Европа, Южная Африка, Северная Америка (Калифорния), Южная Америка (Парагвай), Австралия, Новая Зеландия
  - =Phytoptus vitis Pagenstecher, 1857
  - =Eriophyes vitis (Pagenstecher) Keifer, 1938
- Виноградный почковый клещ (Colomerus vitigineusgemma Maltch.) — Европа
  - =Eriophyes vitigineusgemmae Malchenkova, 1970)
- Colomerus volkensiae  Smith-Meyer & Ueckermann, 1990 — ЮАР
- Colomerus woodfordis Ghosh & Chakrabarti, 1989